# Ministerio de Bienestar Social (Argentina)
El Ministerio de Bienestar Social de Argentina fue un departamento del Gobierno, dependiente del Poder Ejecutivo Nacional, con competencia en salud, asistencia social, etc. Estuvo activo entre 1966 y 1981.

## Historia
Fue creado por el Artículo 1.º de la Ley Orgánica de Ministerios N.º 16 956 emitida el 23 de septiembre de 1966 por el Gobierno de facto de Juan Carlos Onganía.
El Gobierno de facto de Roberto Eduardo Viola sancionó una nueva ley de ministerios (N.º 22 520) el 21 de diciembre de 1981. En ella, se dispuso que los negocios de la Nación fueran administrados por los Ministerios de Salud Pública y Medio Ambiente y de Acción Social. De este modo, el Ministerio de Bienestar Social dejó de existir como tal.

## Organización
Al momento de su creación, el ministerio estaba constituido por cuatro secretarías de Estado: Promoción y Asistencia de la Comunidad, Seguridad Social, Salud Púbica y Vivienda.
En 1976 estaba compuesto por las secretarías de Promoción y Asistencia Social, de Seguridad Social y del Menor y la Familia.

## Competencias
Artículo 32.º de la Ley Orgánica de Ministerios:

Artículo 32. — Competen al Ministerio de Bienestar Social lo inherente a la promoción de la familia y de los recursos humanos con la asistencia a los estados de necesidad individuales y colectivos, el mejoramiento de los servicios sociales, el mayor bienestar social de la población y la promoción de la acción comunitaria que permita satisfacer las necesidades de bienestar. Coordina las secretarias de Estado de Promoción y Asistencia de la Comunidad, de Seguridad Social, de Salud Pública y de Vivienda, con respecto a las cuales tiene la supervisión general, y en particular le compete:

1. La realización metódica del análisis de la coyuntura social.

2. La coordinación de la ejecución de los planes de naturaleza social, sanitaria y de vivienda con los demás planes de gobierno.

3. La reunión de la información y pro moción de las investigaciones y estudios sociales, sanitarios y de vivienda necesarios para la formulación de los planes respectivos.

4. La coordinación de los planes de realización social, sanitaria y de vivienda del Gobierno Federal con los gobiernos provinciales y la actuación en el mismo sentido con relación a las entidades privadas.

5. La promoción y coordinación de las iniciativas de individuos y grupos en materia do bienestar social.

6. La orientación y estimulación de las actividades tendientes a la promoción y desarrollo de comunidades, tanto a nivel local como regional, dentro del concepto que debe caracterizar a la comunidad nacional.

7. El fomento de las obras asistenciales y el estimulo de la creación de instituciones de cooperación.

8. La promoción de la participación activa de toda la población en la gestión de lo social, a fin de adecuar a las necesidades de la comunidad las políticas de seguridad social, salud y vivienda.

9. La promoción de la formación de técnicos en bienestar social.

10. La propiciación para orientar con sentido social, los recursos para subsidiar y/o subvencionar obras o instituciones públicas y privadas que desarrollen actividades de bienestar social.

11. La promoción de la difusión de las medidas de bienestar social a todos los niveles de la población.

## Titulares
| Ministro                                        | Periodo                                    | Presidente                     |
| ----------------------------------------------- | ------------------------------------------ | ------------------------------ |
| Roberto J. Petracca                             | 28 de junio de 1966-1 de enero de 1967     | Juan Carlos Onganía            |
| Julio E. Álvarez                                | 1 de enero de 1967-20 de marzo de 1967     | Juan Carlos Onganía            |
| Conrado Bauer                                   | 20 de marzo de 1967-8 de junio de 1969     | Juan Carlos Onganía            |
| Carlos Consigli                                 | 10 de junio de 1969-8 de junio de 1970     | Juan Carlos Onganía            |
| Francisco Manrique                              | 18 de junio de 1970-10 de febrero de 1971  | Roberto Marcelo Levingston     |
| Amadeo Frúgoli                                  | 10 de febrero de 1971-23 de marzo de 1971  | Roberto Marcelo Levingston     |
| Francisco Manrique                              | 26 de marzo de 1971-8 de agosto de 1972    | Alejandro Agustín Lanusse      |
| Oscar Puiggrós                                  | 8 de agosto de 1972-25 de mayo de 1973     | Alejandro Agustín Lanusse      |
| José López Rega                                 | 25 de mayo de 1973-13 de julio de 1973     | Héctor José Cámpora            |
| José López Rega                                 | 13 de julio de 1973-12 de octubre de 1973  | Raúl Alberto Lastiri           |
| José López Rega                                 | 12 de octubre de 1973-1 de julio de 1974   | Juan Domingo Perón             |
| José López Rega                                 | 1 de julio de 1974-11 de julio de 1975     | María Estela Martínez de Perón |
| Carlos Villone                                  | 11 de julio de 1975-20 de julio de 1975    | María Estela Martínez de Perón |
| Rodolfo Roballos                                | 20 de julio de 1975-11 de agosto de 1975   | María Estela Martínez de Perón |
| Carlos Alberto Emery                            | 11 de agosto de 1975-29 de octubre de 1975 | María Estela Martínez de Perón |
| Aníbal Demarco                                  | 29 de octubre de 1975-24 de marzo de 1976  | María Estela Martínez de Perón |
| Reynaldo Bignone (delegado de la Junta Militar) | 24 de marzo de 1976-29 de marzo de 1976    | Jorge Rafael Videla            |
| Julio Juan Bardi                                | 29 de marzo de 1976-30 de octubre de 1978  | Jorge Rafael Videla            |
| Jorge A. Fraga                                  | 3 de noviembre de 1978-29 de marzo de 1981 | Jorge Rafael Videla            |